# 戸崎肇
戸崎 肇（とざき はじめ、1963年10月30日 - ）は日本の経済学者。2017年4月より首都大学東京特任教授。現在は桜美林大学教授。専門は交通政策、観光政策。
航空産業を中心に、財政・産業構造の側面から規制緩和が進展した交通政策全般において政策批判を展開しつつ、幅広く発言。労働運動との連携の中で、市場経済の修正を目指す独自の見方を展開している。大型自動車第二種免許所持。

## 概歴
大阪府出身。1986年3月に京都大学経済学部卒業後、同年4月に日本航空株式会社に入社。在職中の1990年に日本経済研究センターへ出向すると共に、当時未だ珍しかった社会人大学院生として就業しつつ京都大学大学院経済学研究科博士前期課程に入学。グラスゴー大学経営学部大学院への留学を経て、1994年に日本航空を退職。1995年7月、京都大学より博士（経済学）の学位を取得。
帝京大学経済学部専任講師・助教授を経て、1999年より明治大学商学部助教授、2003年から教授職。専門科目として「国際交通論」「レジャー産業論」などを担当。2008年に早稲田大学アジア研究機構へ転出した。その後大妻女子大学を経て、2017年4年より首都大学東京特任教授。
京都大学在学中はボート（漕艇）部に所属する体育会系学生であった。また、4年次の1985年春に日本電装（当時）がスポンサードしたオペレーションローリー（en:Operation Raleigh）に参加し、同名の冒険船でロサンゼルス・マイアミ・ハバナを周遊。初めての海外旅行で三菱銀行のトラベラーズチェックを手にしたのも初めてであったと懐古している。
日航ジャンボ機墜落事故後の1985年夏に日本航空へ内定したため、内定者としてマスコミから批判的にフラッシュを浴びせられた経験を持つ。入社後は空港でのチェックイン業務を経て、福岡・東京で旅行代理店などに対する旅客販売営業に従事し、研究者として在職中から航空産業に関する論文を発表していた。

## 経歴
- 1963年 大阪府に生まれる
- 1982年3月 大阪府立茨木高等学校卒業
- 1982年4月 京都大学経済学部入学
- 1986年3月 京都大学経済学部経済学科卒業
- 1986年-1994年 日本航空に在籍
- 1995年 帝京大学専任講師、同大学助教授に就任
- 1999年 明治大学商学部助教授に就任
- 2003年 明治大学商学部教授に就任
- 2008年 早稲田大学アジア研究機構教授に就任
- 2013年 早稲田大学商学学術院教授に就任
- 2016年 大妻女子大学教授に就任
- 2017年 首都大学東京特任教授に就任
- 時期不明 桜美林大学教授に就任

## 所属学会
- 日本経済学会
- アジア政経学会
- 日本文化経済学会
- 日本環境経済・政策学会
- 日本交通学会
- 交通権学会（理事）
- 日本島嶼学会

## 書籍
- 『タクシーに未来はあるか』 （学文社）
- 『国際交通論の構築に向けて』 （税務経理協会）
- 『交通論入門』 （昭和堂）
- 『図解仕事に使える経済学』 （PHP研究所）
- 『現代と交通権』 （学文社）
- 『旅行産業の文化経済学』 （芙蓉書房出版）
- 『手にとるように経済のことがわかる本』 （かんき出版）
- 『情報化時代の航空産業』 （学文社）
- 『実践日本財政学』　（芦書房）
- 『ビジネスジェットから見る現代航空政策論―日本での普及に向けた課題』（晃洋書房）
- 『観光・レジャーによるアジアの地域振興』（芦書房）

他多数